# Левові ворота
Левові ворота — вхідна брама акрополя Мікен, що у Греції. Побудована в середині XIII століття до н. е. разом з розширенням фортечних мурів міста. Свою назву отримала від барельєфа із зображенням левів, вміщеного над ними, який являє собою найдавніший зразок монументальної скульптури в Європі.

## Історія

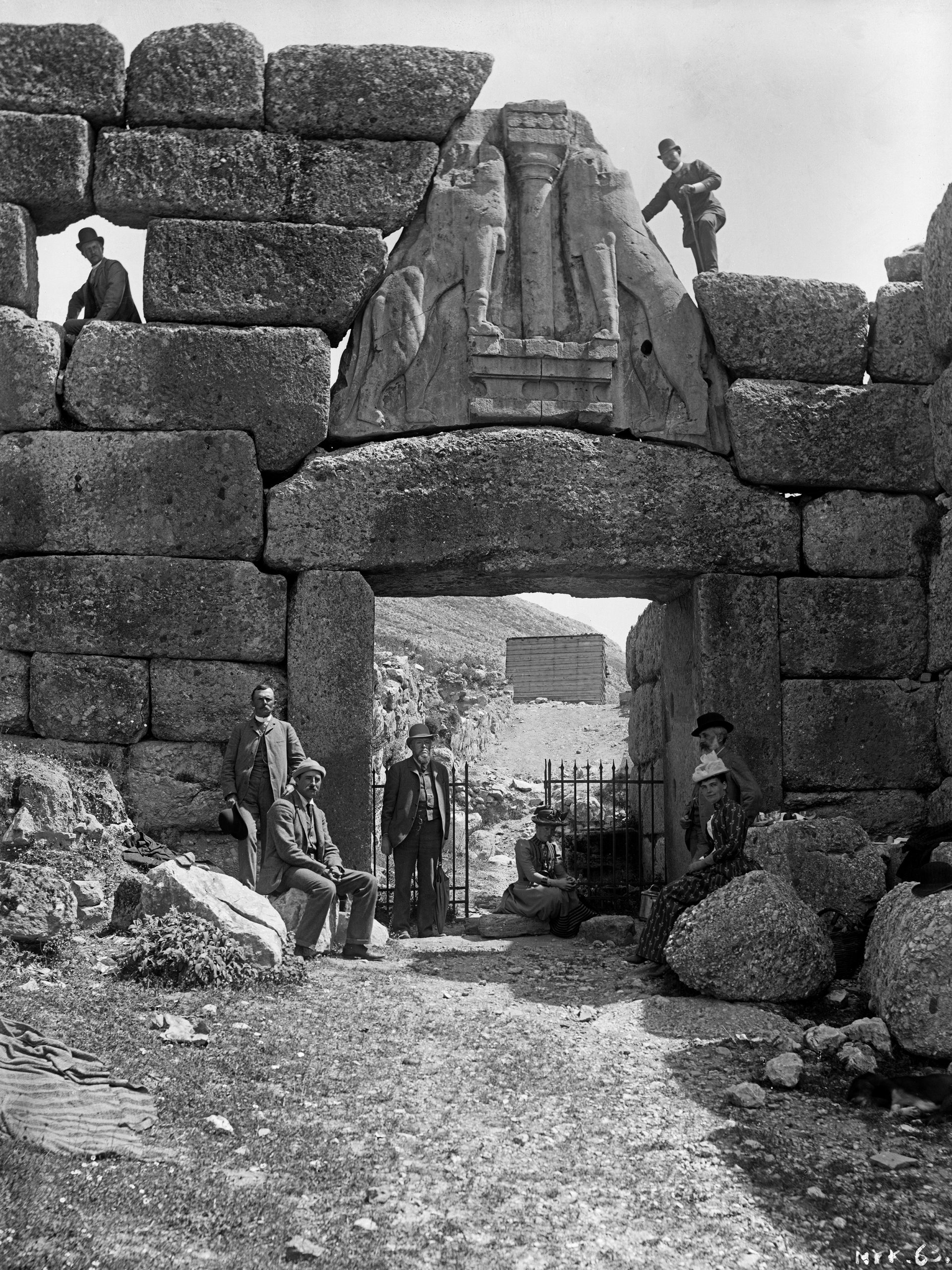
Вільгельм Дерпфельд і Генріх Шліман, Левові ворота, Мікени

Левові ворота були головними з двох воріт стародавніх Мікен. Їх збудували на південно-західному краю міста близько 1250 року до н.е. Зображення левів на стіні нагадували відвідувачам Мікен про могутність тутешніх царів.
Місце розташування Левових воріт відкрив і відреставрував 1841 року грецький археолог Кіріакос Піттакіс в ході перших археологічних розкопок на археологічній ділянці Мікен.

## Характеристика

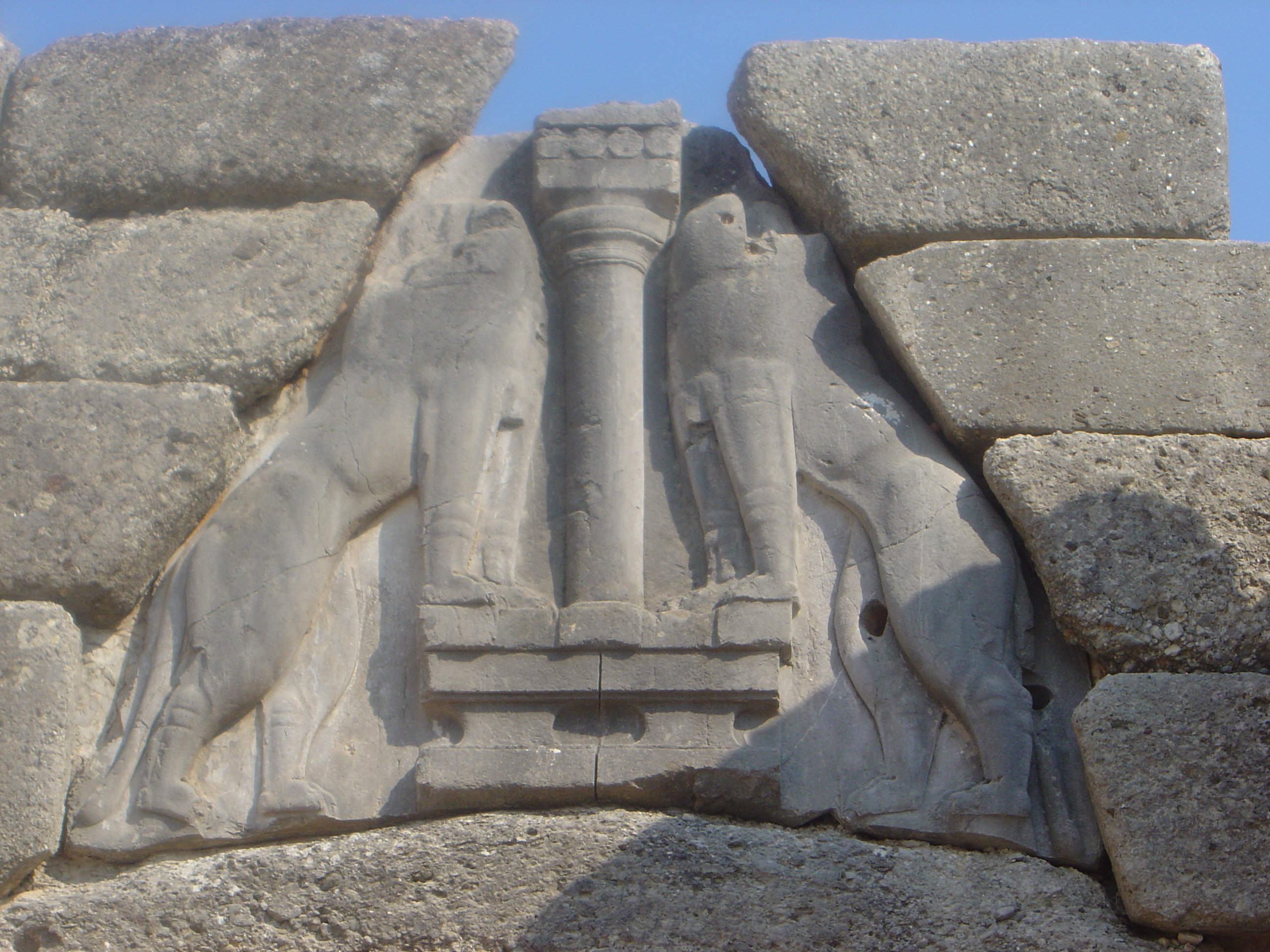
Барельєф із левами

Ворота побудовані з чотирьох монолітних бриль вапняка («циклопічна кладка»), вага притолоки становить близько 20 тонн. Просвіт являє собою правильний квадрат зі стороною 3,1 м. У внутрішній частині бічних стінок знаходяться поглиблення, що свідчать про те, що в давнину вони закривалися двома дерев'яними стулками. Одвірок посередині зроблений більш широким, щоби витримати вагу лежачої на ньому трикутної кам'яної плити-фронтону, вміщеної між двома виступами мурів, що утворюють трикутник.
Фронтон, що вінчає ворота, виконаний з твердого вапняку і прикрашений рельєфним зображенням двох левів. Вони зображені стоячими на задніх лапах, поверненими один до одного із передніми лапами, що спираються на два жертовника, які ж підтримують колону. На верхню частину колони спирається дах якоїсь споруди. Центральний стовп може бути абстрактним зображенням богині чи іншого божества.
Голови левів не збереглися. Збережені місця їх кріплення дозволяють зробити висновок, що вони були виконані з іншого матеріалу, можливо бронзи. Рельєф, за однією з версій, є гербом династії Атридів, яка правила в місті у період будівництва Левових воріт.